# Locomotiva FFS Ee 3/3
Le locomotive del gruppo Ee 3/3 sono delle locomotive elettriche da manovra delle Ferrovie Federali Svizzere alimentate in corrente alternata monofase a 15 kV, 16⅔ Hz.

## Storia e varianti
La progressiva estensione della trazione elettrica sulla rete delle FFS spinse a prevedere la sostituzione delle locomotive a vapore da manovra di rodiggio 3/3. Pertanto nel 1922 furono ordinati i due prototipi del gruppo Ee 3/4, previste con quel rodiggio per contenere il carico per sala nel massimo di 15 t.
Il gruppo Ee 3/3 entrò in servizio a partire dal 1928 e, a causa delle ristrettezze finanziarie del periodo interbellico, le FFS frazionarono in molti lotti le loro ordinazioni.
Gli ottimi risultati d'esercizio fecero sì che le ordinazioni si susseguissero fino al 1966 e che l'architettura generale del progetto subisse nel tempo poche modifiche.
Le FFS hanno fatto costruire locomotive analoghe ma policorrente, specialmente per il servizio nelle stazioni di confine con le reti di altri Stati alimentate diversamente dalla rete svizzera: le bicorrente Ee 3/3 II (alimentabili a 15 kV, 16 2/3 Hz per la rete svizzera e a 25 kV, 50 Hz per la rete francese e corrispondenti alle locomotive francesi C 20151-20159 della SNCF) e le Ee 3/3 IV quadricorrente (alimentabili a 15 kV, 16 2/3 Hz, a 25 kV, 50 Hz, a 1500 e a 3000 V cc per il servizio sulle reti italiana e francese).

## Descrizione
Al fine di un'equa ripartizione del carico la locomotiva è del tipo a cabina centrale, con avancorpi contenenti le apparecchiature.
Su tutte le unità costruite il motore di trazione è uno solo. Esso, tramite un asse cieco, aziona una trasmissione a bielle.
| Numerazione | Anni di costruzione | Sforzo di trazione | Note |
| ----------- | ------------------- | ------------------ | --- |
| 16311–16326 | 1928                | 88 kN              | Unità con cabina a un'estremità (soprannomi: "ferro da stiro" e "scarpa"). 8 macchine in uso fino al 1997. |
| 16331–16350 | 1930–1931           | 88 kN              | Nuovo controller per una più veloce commutazione delle marce.                                              |
| 16351–16376 | 1932–1942           | 88 kN              | |
| 16381–16414 | 1944–1947           | 98 kN              | Velocità massima aumentata a 50 km/h. Massa diminuita da 45 a 39 t.                                        |
| 16421–16430 | 1951–1956           | 118 kN             | Macchine zavorrate per portare la massa a 45 t. Nuovo tipo di trasmissione. Velocità massima di 45 km/h    |
| 16431–16440 | 1961–1962           | 118 kN             | |
| 16441–16460 | dal 1966            | 118 kN             | Ultima versione. Dotate di commutatore dalla linea di contatto invece del caricabatteria.                  |

## Esercizio
Le locomotive del gruppo Ee 3/3 furono previste per la manovra di colonne di media composizione.
Utilizzate inizialmente anche per i treni merci leggeri, per la bassa velocità massima sono state da tempo limitate al servizio di manovra. In origine erano dotate del comando multiplo.
Avendo superato la vita economica utile sono in corso di sostituzione con locomotive da manovra più moderne, specialmente Diesel.
La Divisione Passeggeri delle FFS prevedeva di sostituirle entro il 2010 con le locomotive Ee 922.

## Influenza
Le locomotive E 3/3 furono tenute presenti come precedente dai progettisti delle locomotive FS E.321 ed E.322.